# Boksan-dong, Ulsan
Boksan-dong (koreanska: 복산동)  är en stadsdel i staden Ulsan, i den sydöstra delen av Sydkorea, 300 km sydost om huvudstaden Seoul. Den ligger i stadsdistriktet Jung-gu.

## Indelning
Administrativt är Boksan-dong indelat i:
| Namn    | Namn              | Yta i km² | Invånare 31 dec 2018 |
| ------- | ----------------- | --------- | -------------------- |
| 복산1동 | Boksan 1(il)-dong | 0,69      | 6 275                |
| 복산2동 | Boksan 2(i)-dong  | 0,68      | 11 651               |